# Guillermo del Toro: Rémségek tára
A Guillermo del Toro: Rémségek tára (eredeti cím: Guillermo del Toro's Cabinet of Curiosities) 2022-es amerikai horrorsorozat, amelyet Guillermo del Toro alkotott. A főbb szerepekben Tim Blake Nelson, David Hewlett, F. Murray Abraham, Kate Micucci és Ben Barnes látható.
Amerikában és Magyarországon 2022. október 25-én mutatta be a Netflix.

## Szereplők

### Főszereplők
| Szereplők | Színész            | Magyar hang     |
| --------- | ------------------ | --------------- |
| Házigazda | Guillermo del Toro | Törköly Levente |

### Mellékszereplők
| Szereplők                | Színész             | Magyar hang         |
| A 36-os raktár           | A 36-os raktár      | A 36-os raktár      |
| ------------------------ | ------------------- | ------------------- |
| Nick Appleton            | Tim Blake Nelson    | Schnell Ádám        |
| Roland                   | Sebastian Roché     | Rosta Sándor        |
| Eddie                    | Demetrius Grosse    | Bognár Tamás        |
| Emilia                   | Elpidia Carrillo    | Szórádi Erika       |
| Temetői patkányok        |                     |                     |
| Masson                   | David Hewlett       | Máté Gábor          |
| Dooley                   | Julian Richings     | Katona Zoltán       |
| Hans Overfist            | Nabeel El Khafif    | Fehérváry Márton    |
| A boncolás               |                     |                     |
| Dr. Carl Winters         | F. Murray Abraham   | Szélyes Imre        |
| Nate Craven seriff       | Glynn Turman        | Papp János          |
| Joe Allen                | Luke Roberts        | Dévai Balázs        |
| A külvilág               |                     |                     |
| Stacey                   | Kate Micucci        | Andrusko Marcella   |
| Keith                    | Martin Starr        | Makranczi Zalán     |
| Alo Glo                  | Dan Stevens         | Széles Tamás        |
| Pickman modellje         |                     |                     |
| William Thurber          | Ben Barnes          | Szatory Dávid       |
| Richard Upton Pickman    | Crispin Glover      | Fekete Zoltán       |
| Rebecca                  | Oriana Leman        | Bogdányi Titanilla  |
| Álmok a boszorkányházban |                     |                     |
| Walter Gilman            | Rupert Grint        | Berkes Bence        |
| Frank Elwood             | Ismael Cruz Córdova | Gacsal Ádám         |
| Jenkins Brown            | DJ Qualls           | Molnár Levente      |
| Madame Levine            | Nia Vardalos        | Pap Katalin         |
| Mariana                  | Tenika Davis        | Ligeti Kovács Judit |
| A bemutató               |                     |                     |
| Lionel Lassiter          | Peter Weller        | Jakab Csaba         |
| Randall Roth             | Eric André          | Szabó Máté          |
| Dr. Zahra                | Sofia Boutella      | Huszárik Kata       |
| Charlotte Xie            | Charlyne Yi         | Csifó Dorina        |
| Guy Landon               | Steve Agee          | Holl Nándor         |
| Targ Reinhhard           | Michael Therriault  | Seder Gábor         |
| Hector                   | Saad Siddiqui       | Juhász Zoltán       |
| A morajlás               |                     |                     |
| Nancy Bradley            | Essie Davis         | Kisfalvi Krisztina  |
| Edgar Bradley            | Andrew Lincoln      | Rajkai Zoltán       |
| Claudette                | Hannah Galway       | Bérces Gabriella    |

### Magyar változat
- Magyar szöveg: Fülöp Áron
- Hangmérnök és vágó: Schmidt Zoltán
- Gyártásvezető: Vigvári Ágnes
- Szinkronrendező: Molnár Kristóf
- Produkciós vezető: Gyarmati Ádám

A szinkront a Direct Dub Studios készítette.

## Epizódok
| Sor. | Év. | Cím                                                  | Rendező             | Író                                  | Premier           |
| ---- | --- | ---------------------------------------------------- | ------------------- | ------------------------------------ | ----------------- |
| 1.   | 1.  | A 36-os raktár (Lot 36)                              | Guillermo Navarro   | Regina Corrado és Guillermo del Toro | 2022. október 25. |
| 2.   | 2.  | Temetői patkányok (Graveyard Rats)                   | Vincenzo Natali     | Vincenzo Natali                      | 2022. október 25. |
| 3.   | 3.  | A boncolás (The Autopsy)                             | David Prior         | David S. Goyer                       | 2022. október 26. |
| 4.   | 4.  | A külvilág (The Outside)                             | Ana Lily Amirpour   | Haley Z. Boston                      | 2022. október 26. |
| 5.   | 5.  | Pickman modellje (Pickman's Model)                   | Keith Thomas        | Lee Patterson                        | 2022. október 27. |
| 6.   | 6.  | Álmok a boszorkányházban (Dreams in the Witch House) | Catherine Hardwicke | Mika Watkins                         | 2022. október 27. |
| 7.   | 7.  | A bemutató (The Viewing)                             | Panos Cosmatos      | Panos Cosmatos és Aaron Stewart-Ahn  | 2022. október 28. |
| 8.   | 8.  | A morajlás (The Murmuring)                           | Jennifer Kent       | Jennifer Kent                        | 2022. október 28. |

## A sorozat készítése
2018. május 14-én jelentették be, hogy a Netflix berendelte a produkciót. Az vezető producerek között szerepelt Guillermo del Toro, J. Miles Dale és Gary Ungar. Del Toro az egyik epizód írója is volt, a többi epizód irányítására pedig más írókat és rendezőt választott ki.
A forgatás 2021. június 28-án kezdődött Torontoban és Hamiltonban és 2022. február 16-án fejeződött be.